# L'Entrée du Christ dans Jérusalem (Giotto)
L'Entrée du Christ dans Jérusalem est une fresque (200 × 185 cm) réalisé par le peintre italien Giotto, datable d'environ 1303-1305 et faisant partie du cycle de la chapelle des Scrovegni à Padoue. 

## Emplacement dans le cycle
Partie du Cycle de la vie du Christ, l'œuvre figure sur une des parois de la chapelle des Scrovegni, à Padoue, celle  du registre central médian, sur la deuxième partie du mur Nord (à gauche en regardant vers l'autel), panneau no 26 immédiatement sous le panneau  no 11 (Mariage de la Vierge) de la Vie de Marie et au-dessus du panneau no 38 (Ascension du Christ). 

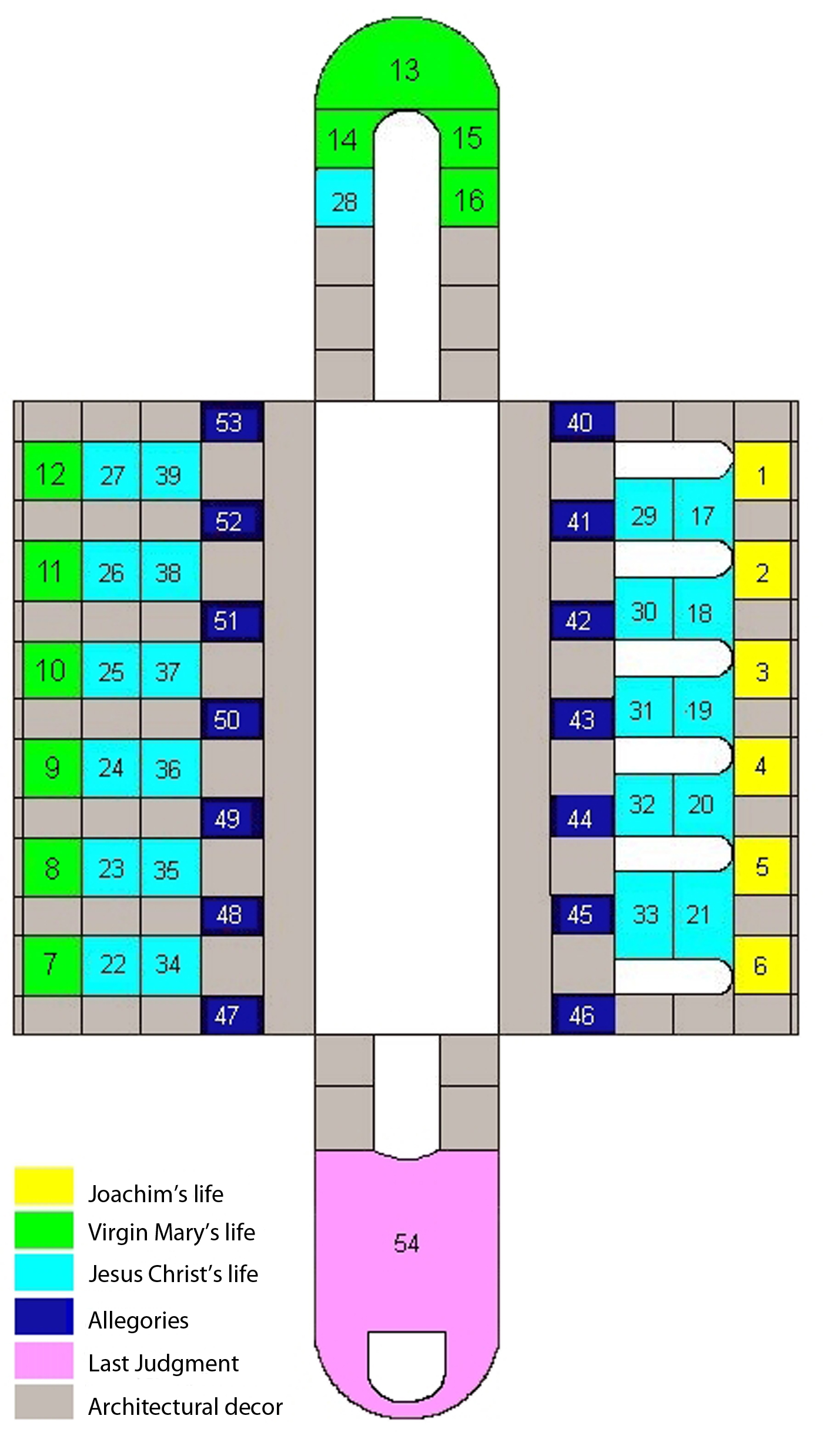
Plan des fresques.
Panneaux 112638
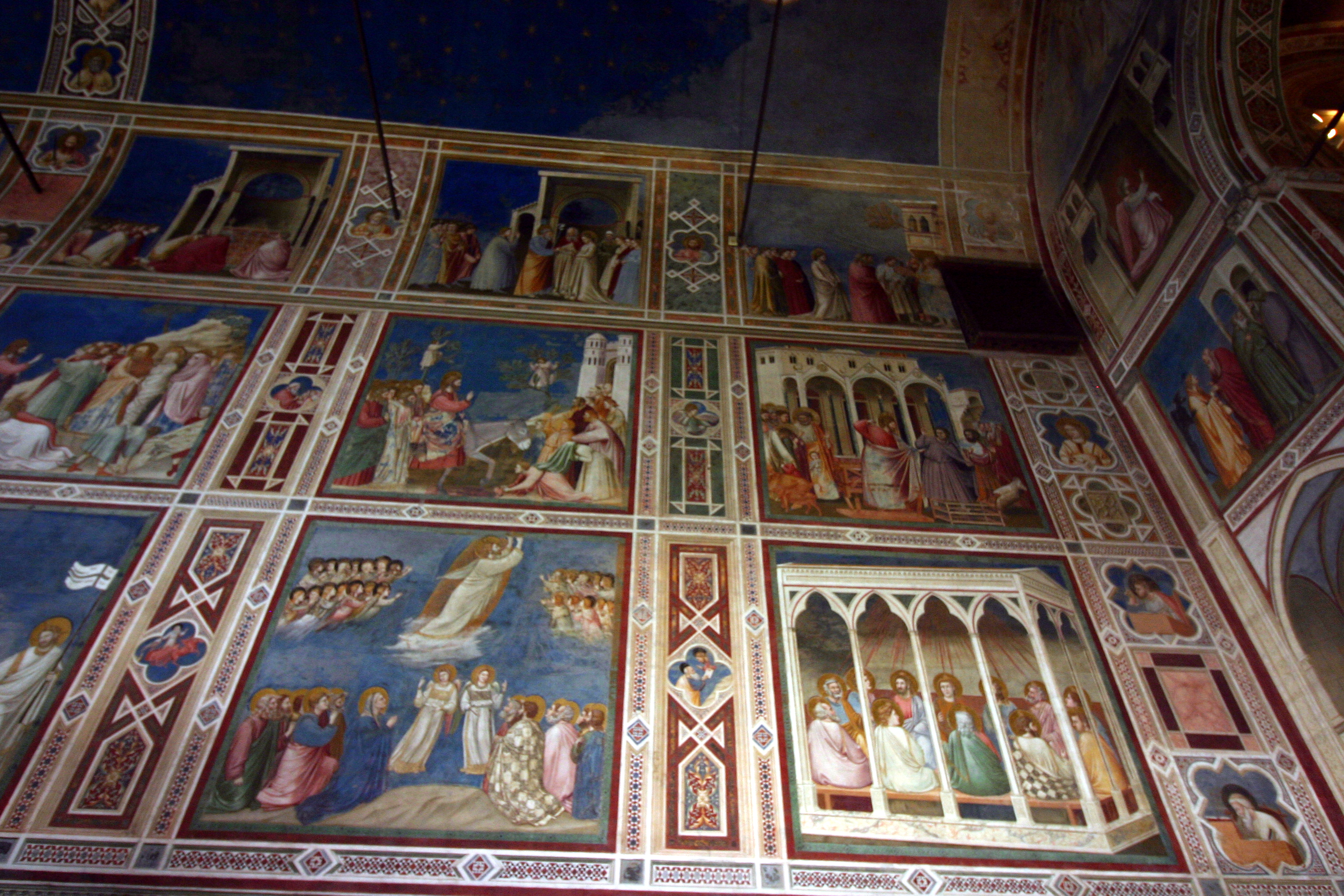
Mur orienté nord.

## Description et style
Sur la gauche, Jésus s'avance sur un âne vers les portes de Jérusalem, suivi des Apôtres  et d'une foule curieuse : ceux qui se prosternent, ceux qui se précipitent pour voir, ceux qui sont surpris, etc. Bien que la composition indique que l'épisode n'est pas entièrement autographe, la scène se distingue comme l'une des plus naturelles du cycle, avec une série d'épisodes internes tirés de la vie quotidienne, comme celui de l'homme qui se couvre la tête avec son manteau (un geste maladroit ou peut-être le symbole de quelqu'un qui ne veut pas accepter l'arrivée du Sauveur) ou les deux enfants grimpant aux arbres pour arracher des branches d'olivier afin de les jeter au Sauveur et de mieux voir, un détail dérivé de la tradition byzantine, mais ici plus réaliste que jamais, comme cela apparaissait déjà dans les fresques de la vie de saint François à Assise, en particulier dans la scène du deuil des Clarisses.
La porte de la ville est la même que celle que l'on trouve, tournée, dans la scène du chemin du Calvaire.

Détails.
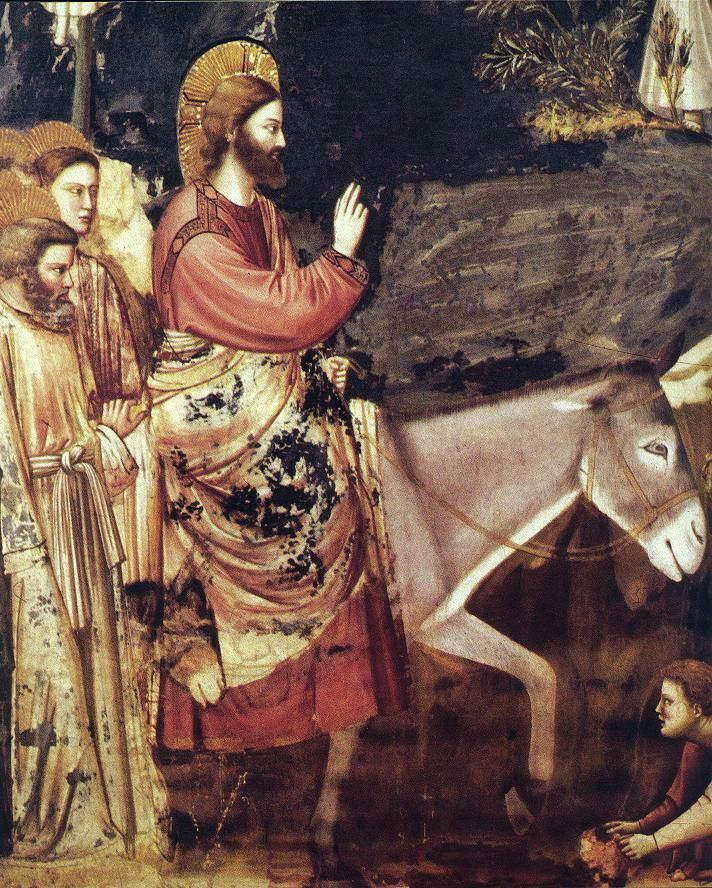
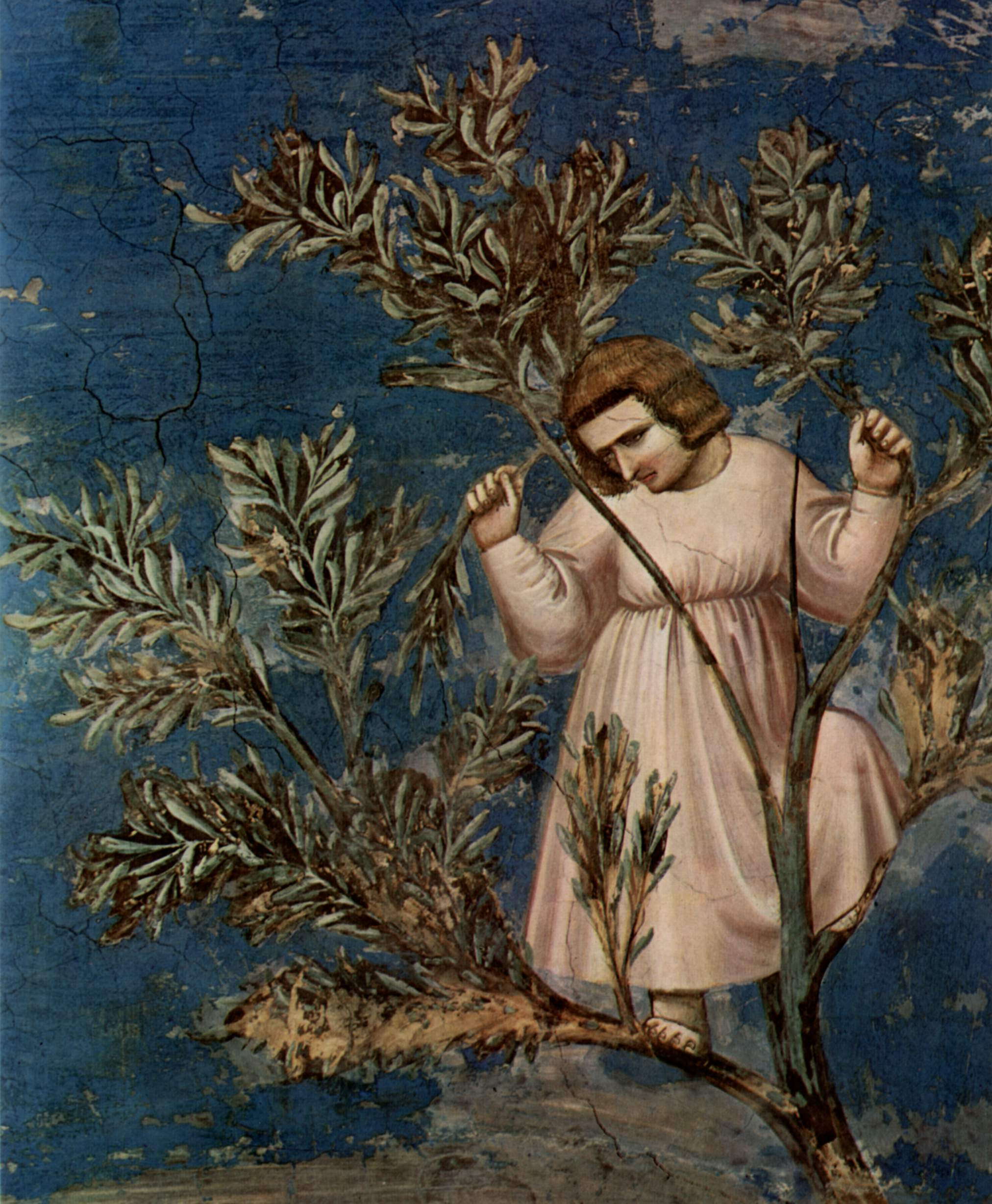
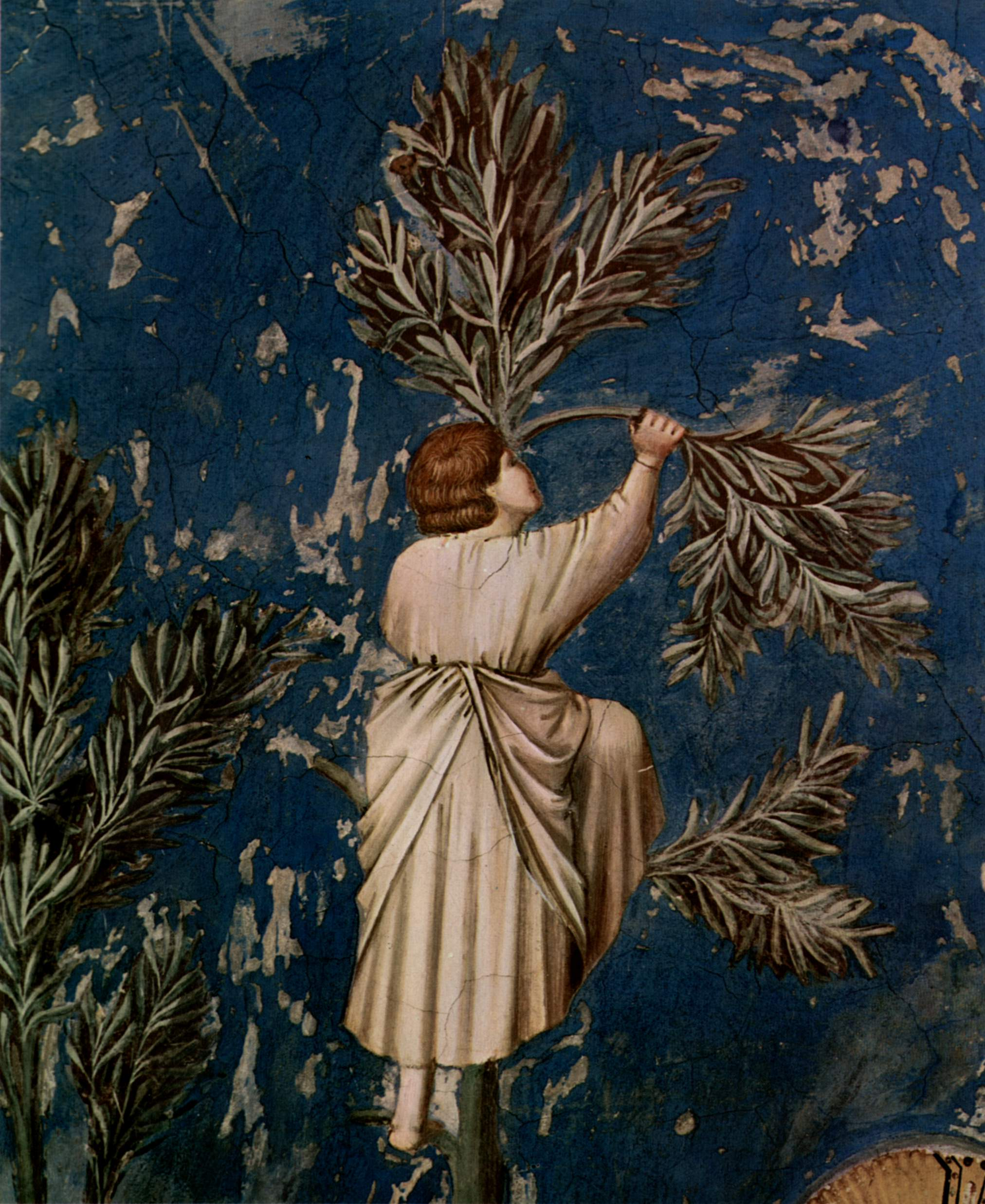
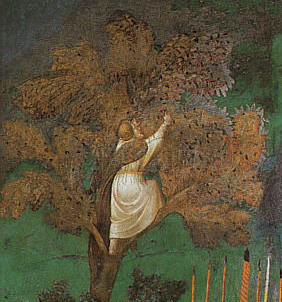
Le détail similaire dans les fresques d'Assise.